# Rafał Smoleń (lekkoatleta)
Rafał Smoleń (ur. 26 lutego 1994 w Raciborzu) – polski lekkoatleta specjalizujący się w biegach sprinterskich. 
Reprezentował Polskę na mistrzostwach świata juniorów młodszych (2011) – w biegu na 400 metrów został w półfinale zdyskwalifikowany za falstart, a w sztafecie szwedzkiej wraz z kolegami zajął czwarte miejsce. 15 stycznia 2012 w Spale w biegu na 300 metrów uzyskał czas 34,10 lepszy od halowego rekordu Polski juniorów należącego od 1996 roku do Piotra Haczka (34,49) jednak z przyczyn regulaminowych wynik nie został uznany. Tydzień później na halowych mistrzostwach Polski juniorów w eliminacjach ustanowił rekord kraju juniorów w hali w biegu na 400 metrów czasem 47,53 – poprzedni rekord wynosił 47,82 i od 2000 roku należał do Marka Plawgi. W finale poprawił własny rezultat uzyskując czas 47,35. Wicemistrz świata juniorów w biegu rozstawnym 4 x 400 metrów z 2012.
Medalista ogólnopolskiej olimpiady młodzieży, mistrzostw Polski juniorów, młodzieżowych mistrzostw Polski oraz halowych mistrzostw Polski juniorów i juniorów młodszych.
Wicemistrz Polski seniorów w sztafecie 4 x 400 metrów (2014). Podczas halowych mistrzostwa kraju (2016) zdobył srebro w biegu na 400 metrów oraz złoto w sztafecie 4 x 400 metrów.

## Osiągnięcia
| Rok  | Impreza                               | Miejsce         | Konkurencja        | Pozycja    | Wynik   |
| ---- | ------------------------------------- | --------------- | ------------------ | ---------- | ------- |
| 2011 | Mistrzostwa świata juniorów młodszych | Lille Metropole | bieg na 400 m      | półfinał   | DQ      |
| 2011 | Mistrzostwa świata juniorów młodszych | Lille Metropole | sztafeta szwedzka  | 4. miejsce | 1:52,42 |
| 2012 | Mistrzostwa świata juniorów           | Barcelona       | bieg na 400 m      | eliminacje | 47,37   |
| 2012 | Mistrzostwa świata juniorów           | Barcelona       | sztafeta 4 x 400 m | 2. miejsce | 3:05,05 |
| 2013 | Mistrzostwa Europy juniorów           | Rieti           | bieg na 400 m      | 7. miejsce | 47,02   |
| 2013 | Mistrzostwa Europy juniorów           | Rieti           | sztafeta 4 x 400 m | 2. miejsce | 3:05,07 |

## Rekordy życiowe
- bieg na 300 metrów  – 33,67 (30 kwietnia 2016, Poznań)
- bieg na 300 metrów (hala) – 33,75 (30 stycznia 2016, Toruń)
- bieg na 400 metrów (stadion) – 46,80 (19 maja 2012, Katowice)
- bieg na 400 metrów (hala) – 47,22 (5 marca 2016, Toruń)